# Arden H. Brame
 Arden Howell Brame, född  19 mars 1934, död 19 augusti 2004, var en amerikansk herpetolog specialiserad på stjärtgroddjur.
Groddjursarten Bolitoglossa bramei är döpt efter honom.